# 1521

## أحداث
- بداية الحرب الإيطالية 1521-1526 في 1521 والتي انتهت في 1526.
- الأنتهاء من بناء قلعة تاروت
- 8 أغسطس - الموافق 4 رمضان 927 هـ : نجح المسلمون العثمانيون في فتح مدينة بلغراد التي كانت تعد مفتاح أوروبا الوسطى وصاحبة أقوى قلعة على الحدود المجرية العثمانية، وقد حاصر العثمانيون هذه المدينة ثلاث مرات: سنة 1441م و1456م و1492م لكنهم لم يستطيعوا الاستيلاء عليها إلا في عهد سليمان القانوني.[1]

## معرض صور

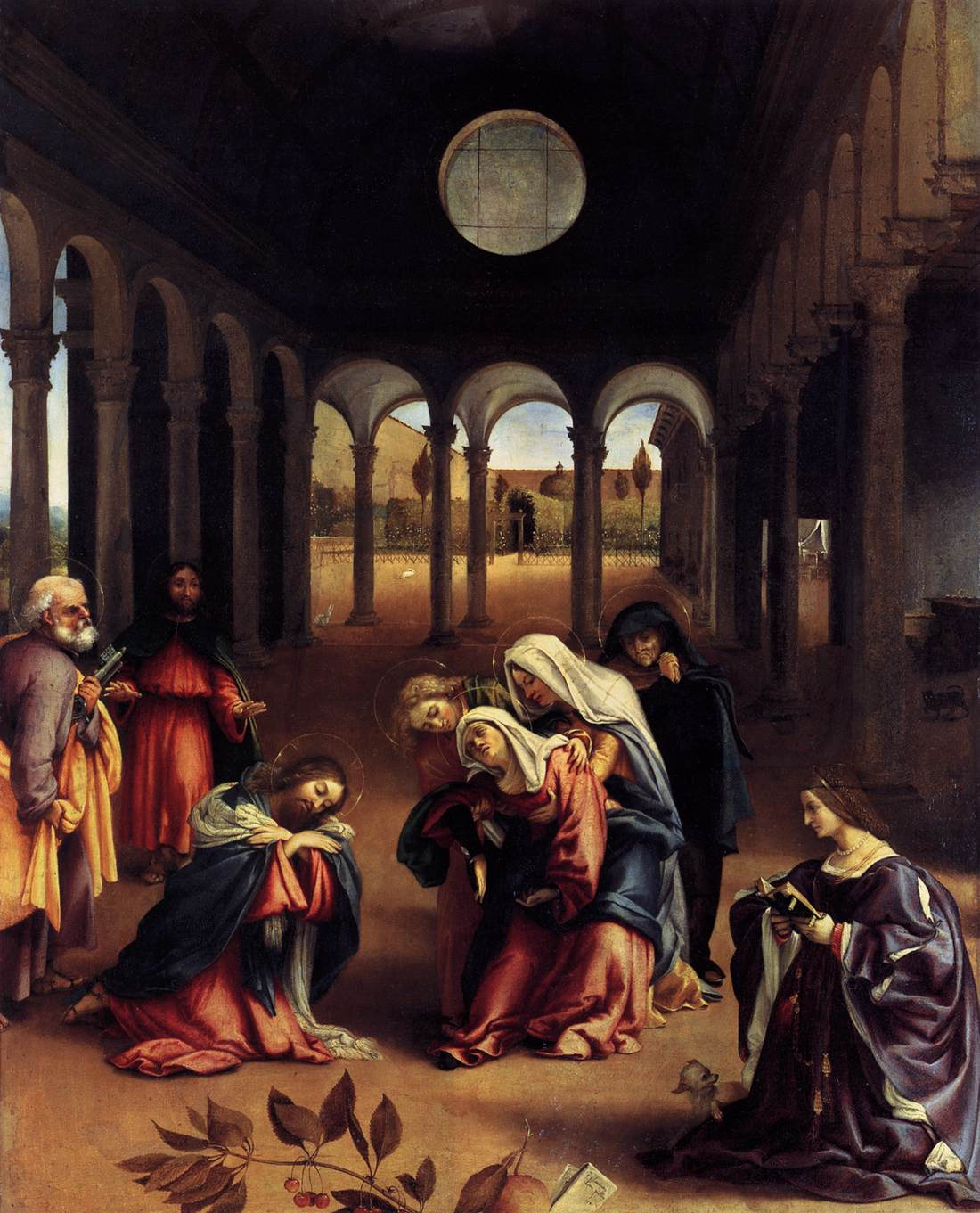
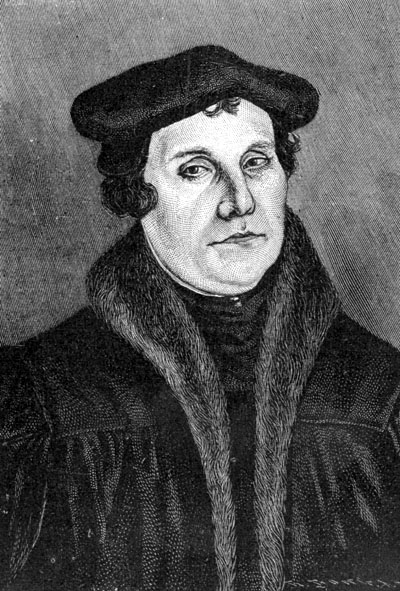
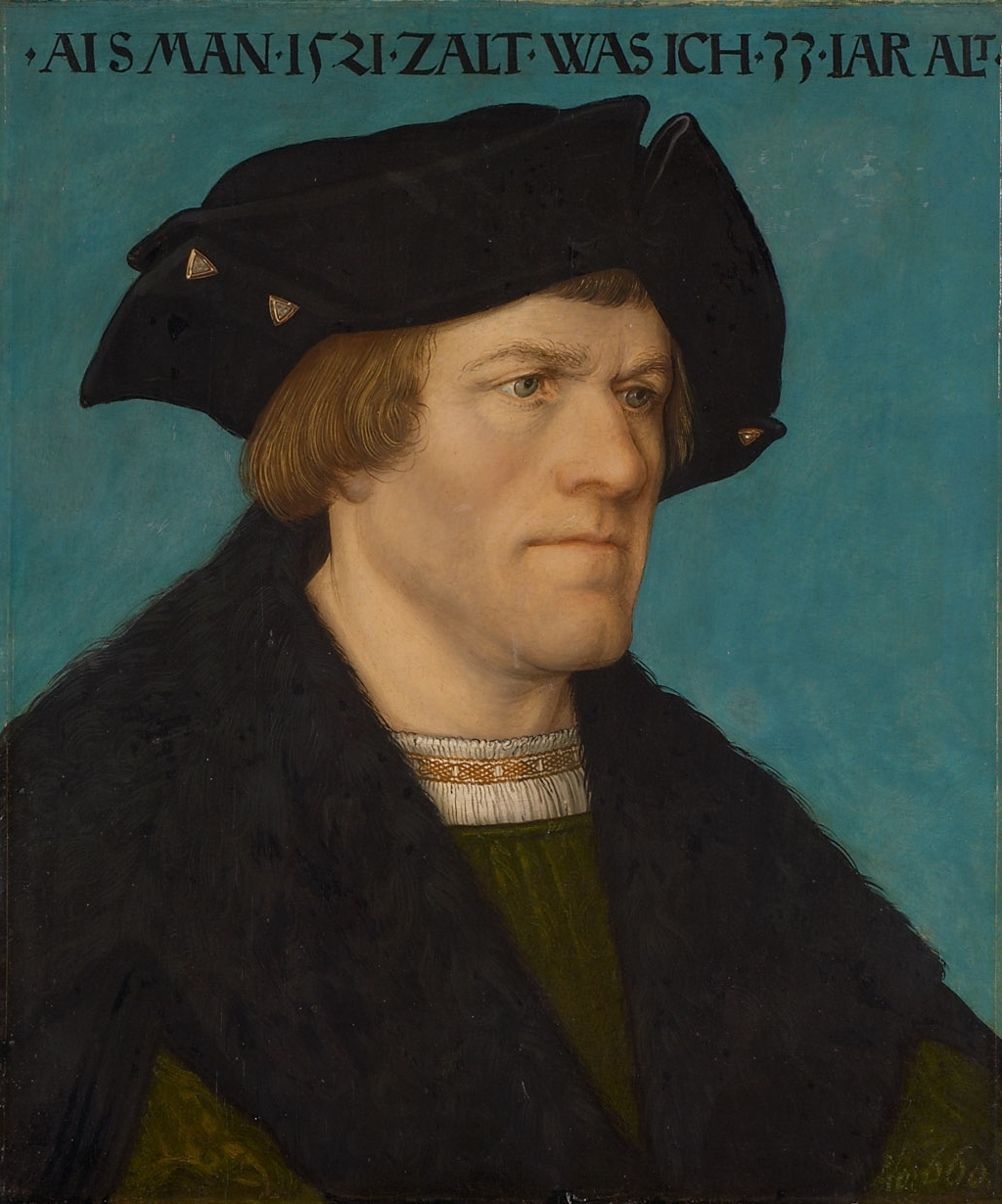
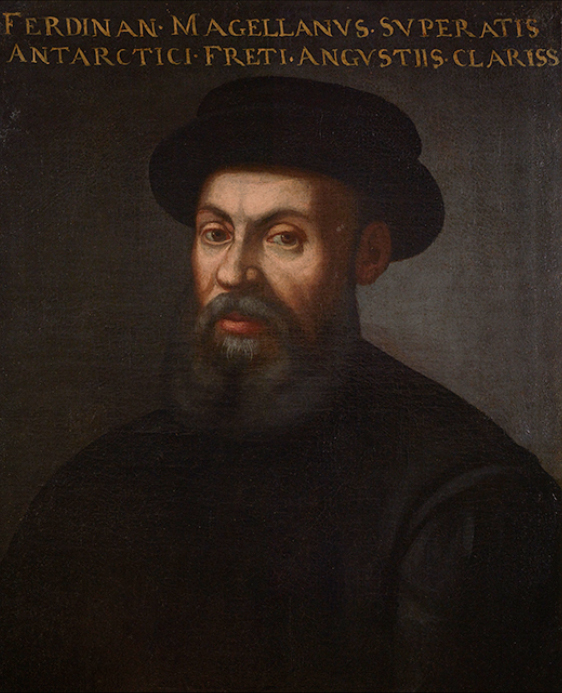

## مواليد
- تاكيدا شين-غن
- توماس ويات الابن
- محمد بن سليمان القانوني

## وفيات
- خوان بونسي دي ليون
- مانويل الأول ملك البرتغال